# Международный кинофестиваль в Карловых Варах
Междунаро́дный кинофестива́ль в Ка́рловых Ва́рах (чеш. Mezinárodní filmový festival Karlovy Vary) — ежегодный кинофестиваль в Чехии, проходящий в июле. Впервые был проведён (без конкурса) в 1946 году в Марианске-Лазне (Мариенбаде). С 1948 года проводится в Карловых Варах в гостинице «Thermal».
 В период с 1952 по 1994 годы проводился раз в два года. С 1956 года относится к фестивалям категории А. 

## История
Первый фестиваль прошёл с 1 по 15 августа 1946 года в Марианских-Лазнях, лишь несколько фильмов были показаны в Карловых Варах. В программе были фильмы из семи стран, зрителям были показаны 13 полнометражных и 18 короткометражных фильмов.
Второй фестиваль прошёл 2—6 августа 1947 года, став конкурсом — победителю вручали «Хрустальный глобус». В нём приняли участие 9 стран, были показаны 12 художественных и 44 короткометражных фильмов.
Третий фестиваль прошёл с 17 июля до 2 августа 1948 года с участием 16 стран. Награды получили: польский фильм «Последний этап», Уильям Уайлер и актриса Мадлен Робинсон.
Четвёртый фестиваль, состоявшийся 23 июля — 7 августа 1949 года, проходил в Марианских-Лазнях в последний раз. В последующем он проводился в Карловы Вары, где были более подходящие условия. Награды получили: « Сталинградская битва», Владимир Петров, актёр Александр Борисов.
В 1956 году фестиваль был включён в категорию А, девиз фестиваля стал: «За благородство во взаимоотношениях между людьми, за вечную дружбу народов». Приз за лучшую женскую роль в тот год получила Р. Нифонтова, сыгравшая в фильме «Вольница» (1955).
C 1958 года стал проводиться раз в два года, чередуясь с Московским международным кинофестивалем, применялось это до конца восьмидесятых годов. До 1962 года в рамках специального конкурса участвовали также документальные, короткометражные и мультипликационные фильмы.

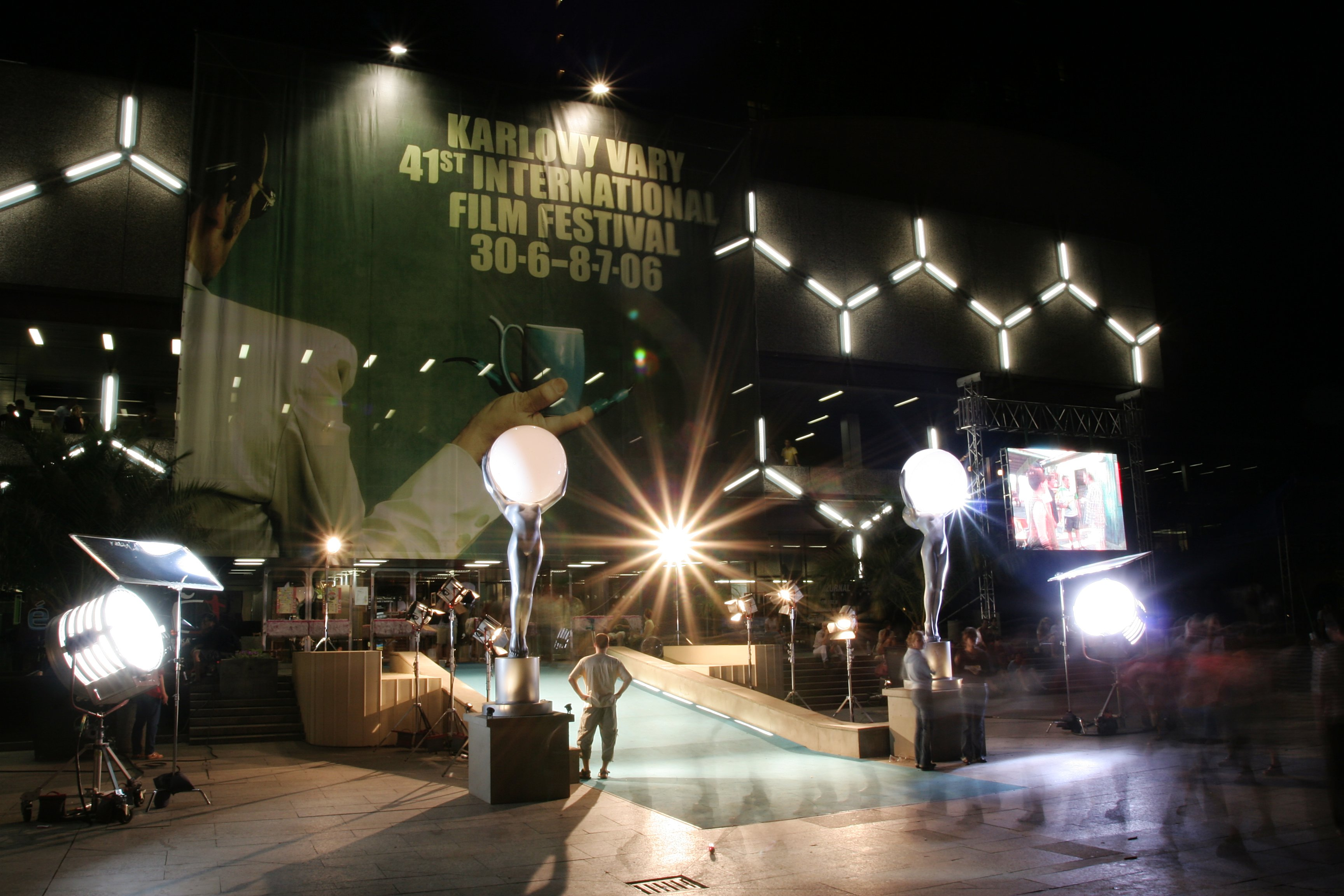
41-й фестиваль, 2006

После бархатной революции фестиваль переживал трудные моменты, тогда его организацию взяли на себя Иржи Бартошка и Ева Заоралова. Под их руководством фестиваль восстановил былую славу и стал одним из самых престижных кинофестивалей во всём бывшем «Восточном блоке». С 1994 года фестиваль проводится ежегодно.

## Конкурсные разделы
К участию в конкурсе допускаются фильмы, представленные в качестве мировых, международных или европейских премьер, которые были сделаны после 1 января предыдущего года (например, в фестивале 2019 года могут участвовать фильмы, созданные после 1 января 2018).

### Главный конкурс
Основной конкурс — конкурс полнометражных художественных и документальных фильмов — мировых или международных премьер. Фильмам из этого раздела присуждаются основные призы.

### Восток-Запад
Конкурс игровых и документальных фильмов из Центральной и Восточной Европы, Балкан, стран бывшего Советского Союза, Ближнего Востока и Северной Африки, которые не были показаны за пределами страны производителя.

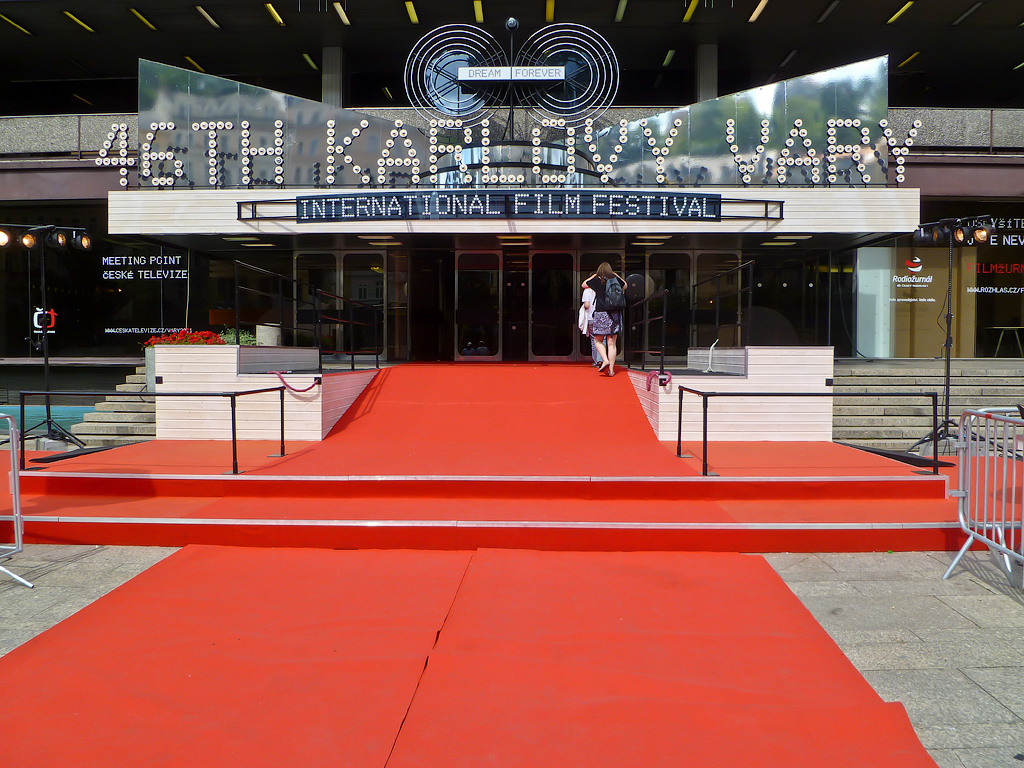
Ковровая дорожка 46-го фестиваля, 2011

## Программа внеконкурсных показов
- Специальные показы — подборка новейших международных и чешских фильмов
- Горизонты — подборка самых заметных фильмов современности
- Воображение — фильмы с нетрадиционным подходом к повествованию и стилю, с новаторским киноязыком
- Кадры будущего: поколение NEXT европейского кино — десять студенческих фильмов молодых режиссёров
- Полуночные показы — фильмы ужасов и боевики
- Чешские фильмы — панорама современных фильмов
- Люди по соседству — фильмы о людях с ограниченными возможностями
- Из прошлого — классические, редкие и незаслуженно забытые фильмы в оригинальных или восстановленных версиях
- Юбилеи и ретроспективы[7]

## Награды

### Основной конкурс
- Гран-при «Хрустальный глобус» за лучший фильм (25,000 $)
- Специальный приз жюри (15,000 $)
- Приз за лучшую режиссуру
- Приз за лучшую мужскую роль
- Приз за лучшую женскую роль
- Специальный приз жюри

### Восток-Запад
- Гран-при 15,000 $
- Специальный приз жюри 10,000 $[8]

### Другие награды
- Премия Международной ассоциации кинопрессы (ФИПРЕССИ)
- Приз экуменического жюри
- Премия FEDEORA федерации кинокритиков Европы и Средиземноморья
- Премия Europa Cinemas Label Award

## Российские фильмы
В новейшей истории России в основную конкурсную программу фестиваля попадали следующие российские фильмы:
- 1992 — «Кикс» С. Ливнева (приз за лучшую женскую роль — Е. Германова)[9]

— «Холод» Х. Эркенова
- 1994 — «Никотин» Е. Иванова

— «Пешаварский вальс» Т. Бекмамбетова, Г. Каюмова (приз за лучшую режиссуру)
- 1995 — «Особенности национальной охоты» А. Рогожкина
- 1996 — «Кавказский пленник» С. Бодрова (старшего) («Хрустальный глобус» за лучший фильм[11], приз экуменического жюри)

— «Летние люди» С. Урсуляка
- 1997 — «Брат» А. Балабанова
- 1998 — «Две луны, три солнца» Р. Балаяна

— «День полнолуния» К. Шахназарова (специальный приз жюри, приз ФИПРЕССИ — специальное упоминание)
- 1999 — «Блокпост» А. Рогожкина (приз за лучшую режиссуру)[13]
- 2000 — «Дневник его жены» А. Учителя
- 2001 — «Яды, или Всемирная история отравлений» К. Шахназарова
- 2002 — «Звезда» Н. Лебедева
- 2003 — «Бабуся» Л. Бобровой (специальный приз жюри[14], приз «Дон Кихот», приз экуменического жюри)
- 2004 — «Мой сводный брат Франкенштейн» В. Тодоровского (приз ФИПРЕССИ)
- 2005 — «Водитель для Веры» П. Чухрая
- 2006 — «Перегон» А. Рогожкина
- 2007 — «Простые вещи» А. Попогребского (приз ФИПРЕССИ, приз экуменического жюри)
- 2008 — «Пленный» А. Учителя (приз за лучшую режиссуру)[15]
- 2009 — «Волчок» В. Сигарева (приз «Дон Кихот» — специальное упоминание)
- 2010 — «Другое небо» Д. Мамулии (специальное упоминание жюри)
- 2011 — «Бедуин» И. Волошина
- 2013 — «Стыд» Ю. Разыкова (приз ФИПРЕССИ)
- 2019 — «Бык» Б. Акопова (премия конкурса «К Востоку от Запада»)
- 2021 — «Нуучча» В. Мункуева[16] (Гран-при секции «Восток-Запад»